# Estación Demey
Demey es una estación del metro de Bruselas en la rama este de la línea 5 ubicada en la municipalidad belga de Auderghem. Precisamente lleva el nombre del alcalde de Auderghem de 1921 a 1932, Gustave Demey.
Hasta la apertura de la extensión a Herrmann-Debroux en 1985, la estación Demey (inaugurada en 1977) era el término oriental de la línea 1A. Esta parte de la línea 1A se convirtió en parte de la línea 5 en abril de 2009.
- Datos: Q948997
- Multimedia: Demey metro station / Q948997